# Tullio Ferrante
Tullio Ferrante (San Giorgio a Cremano, 13 gennaio 1989) è un politico italiano, dal 13 ottobre 2022 deputato alla Camera per Forza Italia e dal 2 novembre 2022 sottosegretario di Stato al Ministero delle infrastrutture e dei trasporti nel governo Meloni.

## Biografia
Nato a San Giorgio a Cremano (Napoli), ma vive a Roma, dove consegue la laurea in giurisprudenza con 110 e lode presso l'università Luiss Guido Carli nel 2012, con una tesi in istituzioni di diritto privato, e svolge la professione di avvocato in contenzioso, arbitrati e mediazione, contrattualistica commerciale, crisi d'impresa.
Nel 2016 s'iscrive all'ordine degli avvocati di Roma.

### Attività politica
Iscritto a Forza Italia nel 2004, ed amico strettissimo dai tempi di scuola di Marta Fascina (fidanzata del leader del partito Silvio Berlusconi), negli anni universitari segue uno stage semestrale presso la segreteria particolare del Dipartimento per la gioventù, allora guidato dal ministro Giorgia Meloni.
Alle elezioni politiche anticipate del 2022 viene candidato alla Camera dei deputati, tra le liste di Forza Italia nei collegi plurinominali Campania 2 - 01 e Campania 2 - 02 in terza posizione, dietro al coordinatore di FI Antonio Tajani e Marta Fascina, risultando eletto deputato nel secondo collegio. Nella XIX legislatura è componente della 2ª Commissione Giustizia, venendo sostituito per l'incarico di governo che occupa da Giorgio Mulé prima e Annarita Patriarca poi.
Con la vittoria della coalizione di centro-destra alle politiche del 2022 e la seguente nascita del governo presieduto da Giorgia Meloni, il 31 ottobre 2022 viene indicato dal Consiglio dei Ministri come sottosegretario di Stato al Ministero delle infrastrutture e dei trasporti nel governo Meloni, entrando in carica dal 2 novembre e affiancando il ministro Matteo Salvini.
Il 31 marzo 2023 Berlusconi lo nomina responsabile nazionale delle adesioni di Forza Italia. In quest'anno gli aderenti al partito passano da 6.000 e 110.000. Agli inizi di ottobre il Consiglio Nazionale del partito delibera la trasformazione dell'ufficio adesioni in settore e Ferrante entra a far parte della segreteria nazionale.